# Letrozolo
Il letrozolo (nome commerciale Femara) è un inibitore dell'aromatasi non steroideo di tipo II somministrato per via orale, descritto per la prima volta nella letteratura nel 1990. È un inibitore dell'aromatasi di terza generazione, come l'esemestane e l'anastrozolo, il che significa che non influisce significativamente sul cortisolo, l'aldosterone e la tiroxina.
Il letrozolo ha ottenuto l'approvazione della Food and Drug Administration il 25 luglio 1997.
Viene considerato dalla Wada, organizzazione antidoping, come sostanza proibita perché anche se non avendo effetto dopanti in sé, viene adoperato per ridurre gli alti livelli di estrogeni dovuti agli anabolizzanti.

## Farmacologia

### Indicazione d'uso
Il farmaco è impiegato nel trattamento di donne in postmenopausa con tumore al seno iniziale positivo per i recettori ormonali, donne in postmenopausa con tumore al seno iniziale trattate in precedenza con il tamoxifene e donne in postmenopausa con tumore al seno avanzato HR+ o sconosciuto. Il letrozolo, somministrato con ribociclib, è indicato per trattare donne pre, peri e postmenopausa con tumore al seno avanzato o metastatico HR+ e negativo per il fattore di crescita epidermico umano 2.

### Farmacodinamica
Il letrozolo è un inibitore dell'aromatasi di terza generazione di tipo II utilizzato per trattare i tumori al seno dipendenti dagli estrogeni. Ha una lunga durata d'azione con un'emivita di oltre 42 ore nei pazienti affetti da tumore al seno. I pazienti devono essere informati dei rischi di malattia polmonare interstiziale, pneumonite, prolungamento dell'intervallo QT, livelli elevati delle transaminasi, neutropenia e tossicità embriono-fetale.

### Meccanismo d'azione
Il letrozolo blocca il sito attivo e, di conseguenza, la catena di trasferimento degli elettroni di CYP19A1. Questo inibizione competitiva impedisce la conversione degli androgeni in estrogeni. Questa azione porta a una riduzione del peso dell'utero e all'aumento dell'ormone luteinizzante. Nelle donne in postmenopausa, l'azione dell'aromatasi è responsabile della maggior parte della produzione di estrogeni. Con una ridotta disponibilità di estrogeni, i tumori estrogeno-dipendenti regrediscono. Gli inibitori dell'aromatasi di terza generazione non influenzano significativamente i livelli di cortisolo, aldosterone e tiroxina.

### Assorbimento
Il farmaco è disponibile per via orale al 99,9%. Una dose orale di 2,5 mg raggiunge una concentrazione massima (Cmax) di 104 nmol/L con un tempo massimo di raggiungimento (Tmax) di 8,10 ore e un'area sotto la curva (AUC) di 7387 nmol·h/L.

#### Volume di distribuzione
Il volume di distribuzione del letrozolo è di 1,87 L/kg.

#### Legame alle proteine
Il letrozolo è legato alle proteine al 60%. Il 55% è legato all'albumina.

#### Metabolismo
Il letrozolo è metabolizzato da CYP2A6 in un metabolita analogo della chetone, che è ulteriormente metabolizzato da CYP3A4 e CYP2A6 in 4,4'-(idrossimetilene)dibenzo-nitrile. Quest'ultimo viene glucuronidato da UGT2B7.

#### Via di eliminazione
Il letrozolo è eliminato per il 90% attraverso l'urina. Il 75% della dose viene recuperato come metabolita glucuronidico, il 9% è sotto forma di metaboliti chetone e carbinolo, e il 6% viene recuperato nelle urine come letrozolo invariato.

#### Emivita
L'emivita di eliminazione terminale del letrozolo è di circa 42 ore nei volontari sani, ma più lunga nei pazienti affetti da tumore al seno.

#### Clearance
La clearance media dopo una singola dose di letrozolo è stata di 1,52 L/h e allo stato stazionario è stata di 1,20 L/h.

### Tossicità
I dati sugli overdose nell'uomo non sono facilmente disponibili, tuttavia è stato riportato un caso senza reazioni avverse gravi. Gli studi sugli animali non riportano effetti avversi gravi con il trattamento a dosi elevate. I pazienti che sperimentano un sovradosaggio dovrebbero essere trattati con misure sintomatiche e di supporto.
Dosi orali superiori a 2000 mg/kg sono state associate a ridotta attività motoria, atassia, dispnea e morte in topi e ratti da laboratorio.